# Соса, Хоакин (футболист)
Э́нцо Хоаки́н Со́са Романю́к (исп. Enzo Joaquín Sosa Romañuk; род. 10 января 2002, Фрай-Бентос) — уругвайский футболист, защитник клуба «Болонья», выступающий на правах аренды за клуб «Реджана».

## Клубная карьера
Соса — воспитанник столичного клуба «Насьональ». 12 января 2020 года в поединке Кубка Уругвая против столичного «Ривер Плейта» Хоакин дебютировал за основной состав. 7 апреля 2021 года в матче против «Рентистас» он дебютировал в уругвайской Примере. В том же году Соса перешёл на правах аренды в «Рентистас». 22 мая в матче против «Бостон Ривер» он дебютировал за новый клуб. В этом же поединке Хоакин забил свой первый гол за «Рентистас».
В начале 2022 года Соса был арендован столичным «Ливерпулем». 5 февраля в матче против «Дефенсор Спортинг» он дебютировал за новый клуб.
17 августа 2022 года Соса перешёл в итальянскую «Болонью».
4 сентября 2023 года Соса отправился в аренду в загребское «Динамо» на один год.
15 января 2024 года Соса был арендован клубом MLS «Клёб де Фут Монреаль» на сезон 2024. За канадский клуб он дебютировал 6 апреля в матче против «Сиэтл Саундерс».

## Международная карьера
В 2019 году Соса в составе юношеской сборной Уругвая принял участие в юношеском чемпионате Южной Америки в Перу. На турнире он сыграл в матчах против команд Перу, Чили, Эквадора, Бразилии, Аргентины, Колумбии и Парагвая.